# ZborХор
ZborХор (čita se: Zborhor, Hor se piše ćirilicom) je zagrebački mješoviti amaterski zbor koji izvodi srpsku tradicijsku glazbu u izvornu obliku.
Osnovan je 2009. unutar Srpskog kulturnog društva "Prosvjeta". Srpska narodnost nije preduvjet za članstvo u zboru.
Zbor učestalo nastupa uz instrumentalnu pratnju na tarabuci i/ili gitari. 

## Povijest
Utemeljen je 4. rujna 2009. u Zagrebu kao Zbor SKD "Prosvjeta" kada je voditeljica kazališne scene EHO Svetlana Patafta inicirala osnivanje glazbenog odjela unutar zagrebačkog pododbora Srpskog kulturnog društva "Prosvjeta". Zadatak osnivanja odjela povjeren je zborovoditeljici Lidiji Dokuzović i Salamonu Jazbecu koji su formirali zbor i u njega pozvali članove šire od samo pripadnika srpske zajednice.
Svoje sadašnje ime ZborХор je dobio 2011. godine. S velikim brojem nastupa, uključujući dvadeset samostalnih koncerata iste godine objavili su Pjesmaricu, kao prvo izdanje, te drugo izdanje 2013. godine. O ZborХор-u je snimljen dokumentarni film i opsežniji dokumentarni prilog Fade In produkcije.
Nakon Lidije Dokuzović, ZborХор su od ožujka 2012. do ožujka 2013. vodili Allan Skrobe i Aleksandra Namjesnik, a od ožujka 2013. do rujna 2016. Marta Kolega, nakon čega vodstvo preuzima Jovana Lukić, koja je i danas na njegovu čelu.
Ostvarili su suradnju s etno grupom Afion, riječkom rock grupom Let 3, Le Zborom, Čipkicama, zborom Domaćigosti te pjevačkom sekcijom Momi biserne pod okriljem MKD Ohridski biser.

### Kronologija nastupa, inicijativa i suradnji
ZborХор je nastupio 12. svibnja 2012. godine na obilježavanju Međunarodnog dana kulturne raznolikosti u Domu hrvatske mladeži te ponovio nastup na rivi u Zadru.
U prostorijama SKD Prosvjeta ZborХор redovno od prosinca 2012. godine održava svoj prednovogodišnji koncert, koji se 2012. godine održao pod nazivom Ja bih hteo pesmom da ti kažem, a 2014. godine po nazivom Doba gdje je uz nastup zbora mladi umjetnik Goran Vinčić prezentirao ulomke književnih djela.
U dvorištu art caffea Jutro u Zagrebu 10. lipnja 2014. godine ZborXop organizira Street open stage festival srETNO na kojem sam nastupa. Koncept festivala, na kojem je sudjelovalo više grupa, bio je da je svatko tko pjeva etno mogao doći na scenu i otpjevati nešto.
Članovi zbora sudjelovali su 2014. godine u multimedijalnom projektu i glazbeno-kazališnom performansu Mali čovjek želi preko crte kazališne skupine Montažstroj.
U lipnju 2015. godine ZborХор je nastupao na Harmici i Strossmayerovom šetalištu na uličnom festivalu Cest is d'best. ZborХор od 2015. do 2019. godine radovno nastupa na Trnjanskim kresovima s tradicionalnim etno repertoarom i repertoarom antifašističkih te narodnooslobodilačkih pjesama na inicijativu i u organizaciji Mreže antifašiskinja Zagreb.
U organizaciji etno grupe Kamene babe i psihodeličnog post kroat rock banda Mokre Gjive zbor je sudjelovao nastupom na glazbeno-kazališnom događanju Balade Petrice Kerempuha, Kamene babe i Zbor Xor 15. ožujka 2018. godine u AKC Medika.
ZborXop je sudjelovao 21. travnja 2018. godine na Festivalu samoorganiziranih zborova Sve u jedan glas u Teatru &TD u organizaciji Le Zbora.
Povodom Dana oslobođenja Rijeke 3. svibnja 2019. u okviru programa Slobodna Rijeka i programskog pravca Kuhinja unutar projekta Rijeka 2020 Europska prijestolnica kulture ZborXop je nastupio u Palachu u Rijeci s antifašističkim i partizanskim repertoarom uz ostale angažirane i aktivističke zborove kao Domaći gosti iz Zagreba, Zbor Praksa iz Pule, VINS iz Rijeke te zbor Kulturno-umjetničke udruge Jeka Primoja.
Svojih prvih deset godina djelovanja obilježio je 15. i 16. lipnja 2019. godine nastupom na Akademiji likovnih umjetnosti u Zagrebu te na Danu nacionalnih zajednica na Zrinjevcu. U okviru izdanja programa Drugačija glazba: Fešta balkanika 30. studenog 2019. godine u AKC Medika u Zagrebu ZborXop je nastupio uz DJ Seru.
U KSET-u je 6. ožujka 2020. godine ZborXop nastupio uz etno band Bakalar. Zbor je 18. lipnja 2020. godine nastupio uz ženski zbor Bulbuli iz KDBH ‘Preporod’ u Botaničkom vrtu na Danu nacionalnih manjina Grada Zagreba.

## Utjecaji
Iz ZborХор-a 2016. godine je nastala mješovita vokalno-instrumentalna etno grupa Kamene babe. U ZborХор-u su pjevale Sara Ercegović i Eva Badanjak, članice indie grupe Žen. Bivša članica ZborХор-a Marjana Kremer osnovala je etno trio Zorja, a Tea Režek svoj solistički etno projekt Prisoje. U ZborХор-u pjeva indie folk kantautor Martin Ladika.

## Vanjske poveznice
- Video prilog FADE-in produkcije: ZborХор
- Soundcloud
- Facebook
- YouTube